# 皇家桥
皇家桥（法語：Pont Royal），位于法国巴黎，是一条横跨塞纳河的桥梁。它是巴黎第三古老的桥梁，仅次于新桥和玛丽桥。桥梁连接左岸的巴克街和博纳街以及左岸的花神宫。